# Sławomir Peszko
Sławomir Konrad Peszko (Jasło, Polonia, 19 de febrero de 1985) es un futbolista polaco que juega de centrocampista en el Wieczysta Cracovia de la III Liga de Polonia.

## Trayectoria

### Wisla Plock
Peszko comenzó su carrera en las divisiones inferiores del Nafta Jedlicze, pero poco después se unió al Wisła Płock. Allí fue donde firmó su primer contrato profesional e hizo su debut el 28 de agosto de 2002, entrando como suplente en un partido por la Copa de Polonia ante el Jagiellonka Niewsawa. Debutó en la liga tiempo después durante la temporada 2002-03 y en la campaña subsiguiente se convirtió en un titular regular en el equipo.
En junio de 2020 tras finalizar contrato con el Lechia Gdańsk y luego de una extensa trayectoria, tanto en su país como en el extranjero, decide fichar por el Wieczysta Kraków de la Liga okręgowa, 6ª división de Polonia. Esto se debe a que un empresario adquirió el equipo para armar un interesante proyecto y llevarlo a lo más alto del fútbol polaco.

## Clubes
| Club                             | País       | Año         |
| -------------------------------- | ---------- | ----------- |
| Wisła Płock                      | Polonia    | 2003 - 2008 |
| Lech Poznań                      | Polonia    | 2008 - 2011 |
| FC Colonia                       | Alemania   | 2011 - 2013 |
| Wolverhampton Wanderers (cedido) | Inglaterra | 2012 - 2013 |
| Parma FC                         | Italia     | 2013 - 2014 |
| FC Colonia (cedido)              | Alemania   | 2013 - 2014 |
| FC Colonia                       | Alemania   | 2014 - 2015 |
| Lechia Gdańsk                    | Polonia    | 2015 - 2020 |
| Wisła Cracovia (cedido)          | Polonia    | 2019        |
| Wieczysta Kraków                 | Polonia    | 2020 -      |

## Palmarés

### Campeonatos nacionales
| Título               | Club          | País    | Año     |
| -------------------- | ------------- | ------- | ------- |
| Copa de Polonia      | Wisła Płock   | Polonia | 2005-06 |
| Supercopa de Polonia | Wisła Płock   | Polonia | 2006    |
| Copa de Polonia      | Lech Poznań   | Polonia | 2008-09 |
| Supercopa de Polonia | Lech Poznań   | Polonia | 2009    |
| Ekstraklasa          | Lech Poznań   | Polonia | 2009-10 |
| Supercopa de Polonia | Lechia Gdańsk | Polonia | 2019    |